# Frank Kameny
Franklin Edward "Frank" Kameny (21 tháng 5 năm 1925 – 11 tháng 10 năm 2011) là một nhà hoạt động vì quyền của người đồng tính Mỹ. Ông đã được gọi là "một trong những nhân vật quan trọng nhất" trong phong trào quyền của người đồng tính Mỹ.
Năm 1957, Kameny bị đuổi khỏi vị trí nhà thiên văn học trong Dịch vụ Bản đồ Quân đội Hoa Kỳ tại Washington, D.C. vì đồng tính luyến ái, dẫn dắt ông bắt đầu "một cuộc đấu tranh của người Herculean với cơ sở của Mỹ" sẽ "khởi đầu một giai đoạn mới của chiến binh trong phong trào quyền của người đồng tính vào đầu những năm 1960".
Kameny chính thức kháng cáo vụ nổ súng của ông bởi Ủy ban Dịch vụ Dân sự Hoa Kỳ do đồng tính luyến ái Mặc dù không thành công, quá trình tố tụng là đáng chú ý vì yêu cầu quyền công dân được biết đến đầu tiên dựa trên xu hướng tính dục được theo đuổi tại tòa án Hoa Kỳ.